# Roswell, Georgia
Roswell är en stad (city) i Fulton County, i delstaten Georgia, USA. Enligt United States Census Bureau har staden en folkmängd på 91 168 invånare (2011) och en landarea på 105 km².